# Altenkirchen (Meklemburgia-Pomorze Przednie)
Altenkirchen – miejscowość i gmina w Niemczech, w kraju związkowym Meklemburgia-Pomorze Przednie, w powiecie Vorpommern-Rügen, wchodząca w skład związku gmin Nord-Rügen. Gmina znana jest z kościoła parafialnego, który dał nazwę miejscowości Altenkirchen (niem. alt = stary; Kirche = kościół).

## Geografia
Gmina leży w środkowej części półwyspu Wittow, pomiędzy zatoką Tromper Wiek na wschodzie a Morzem Bałtyckim na północy.  
Teren gminy jest lekko pagórkowaty, na wybrzeżu występują lasy, we wschodnich terenach dominują pola uprawne.
Przez gminę, wzdłuż wybrzeża prowadzi droga do najbardziej na północ wysuniętego punktu Niemiec - przylądka Arkona.

## Toponimia
Nazwa miejscowości pochodzi od tutejszego kościoła parafialnego, obok kościoła zbudowanego w 1168 roku na Arkonie najstarszego na wyspie. Po raz pierwszy została zapisana w 1314 roku w łacińskiej formie Antiqua Ecclesia. Na język polski tłumaczona jako Cerkwica, Kościelec Rański.

## Historia
Do roku 1326 teren gminy był częścią Księstwa rugijskiego, a następnie księstwa pomorskiego. Po pokoju westfalskim w 1648 r. cała Rugia, a tym samym i gmina Altenkirchen stała się częścią Pomorza Szwedzkiego. Następnie po kongresie wiedeńskim w 1815 r. gmina należała do pruskiej prowincji Pomorze. Od roku 1818 powiatu Rügen (Landkreis Rügen), ale pomiędzy 1952 a 1955 gmina była częścią powiatu Bergen (Kreis Bergen). Następnie do roku 1990 była częścią powiatu Rügen (Kreis Rügen) w okręgu Rostock (Bezirk Rostock). Od roku 1990 wchodziła w skład kraju związkowego Meklemburgia-Pomorze Przednie i powiatu Rügen. Dnia 4 września 2011 w wyniku reformy administracyjnej gmina stała się częścią powiatu Vorpommern-Rügen.